# افرآسلت
افرآسلت (به هلندی: Overasselt) یک منطقهٔ مسکونی در هلند است که در هئومن واقع شده‌است. افرآسلت ۳٬۳۳۰ نفر جمعیت دارد.

## نگارخانه

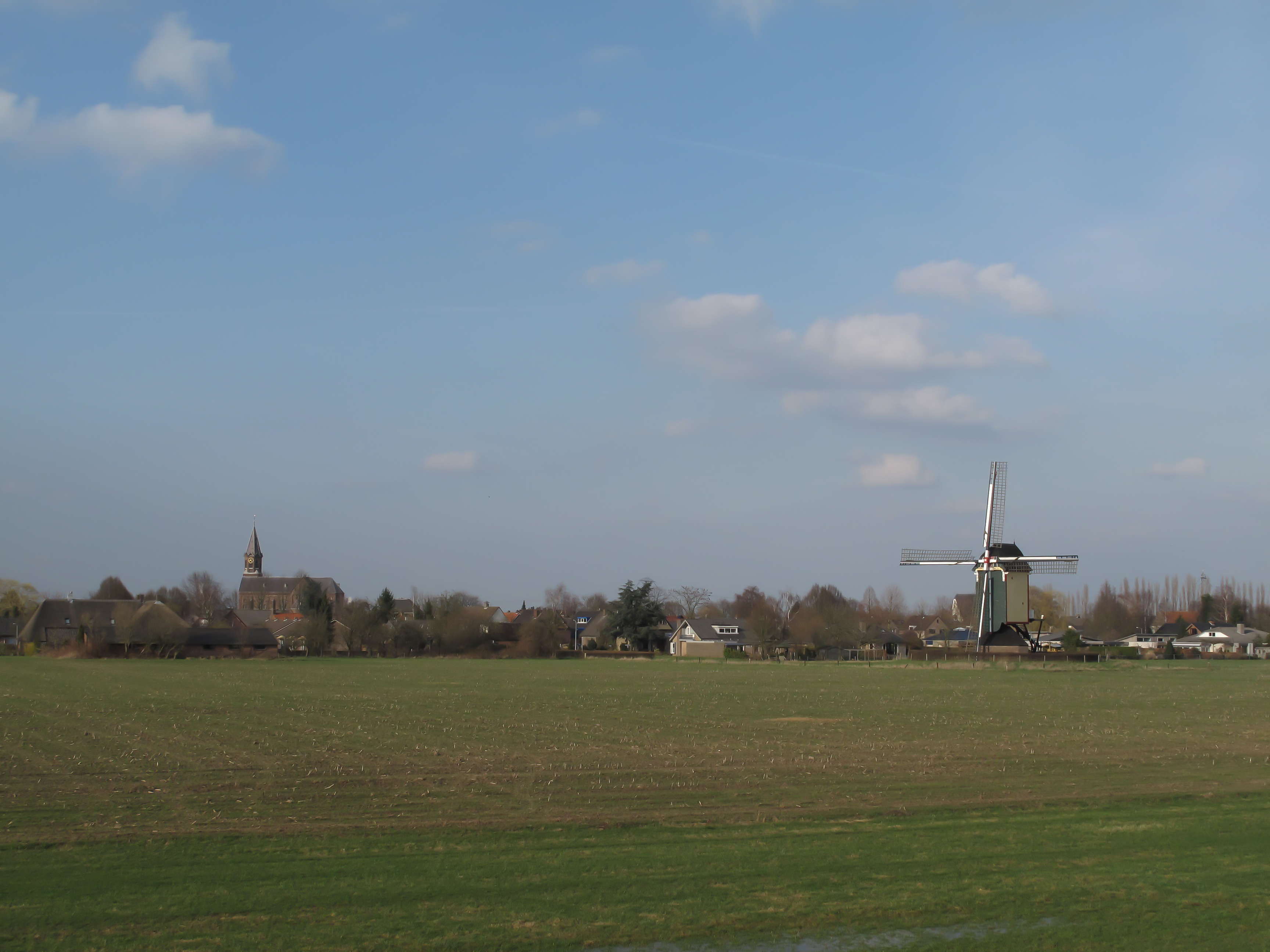
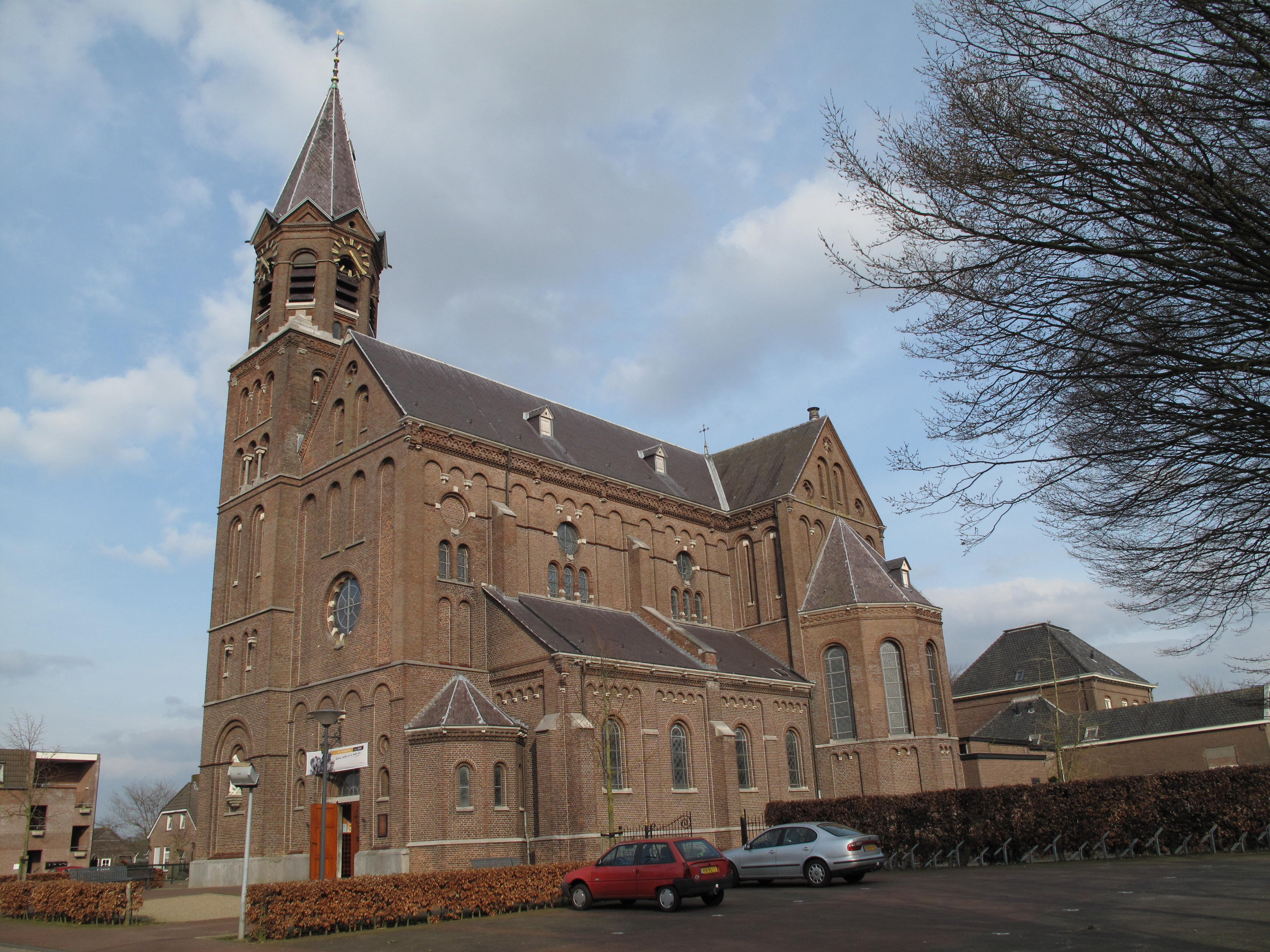
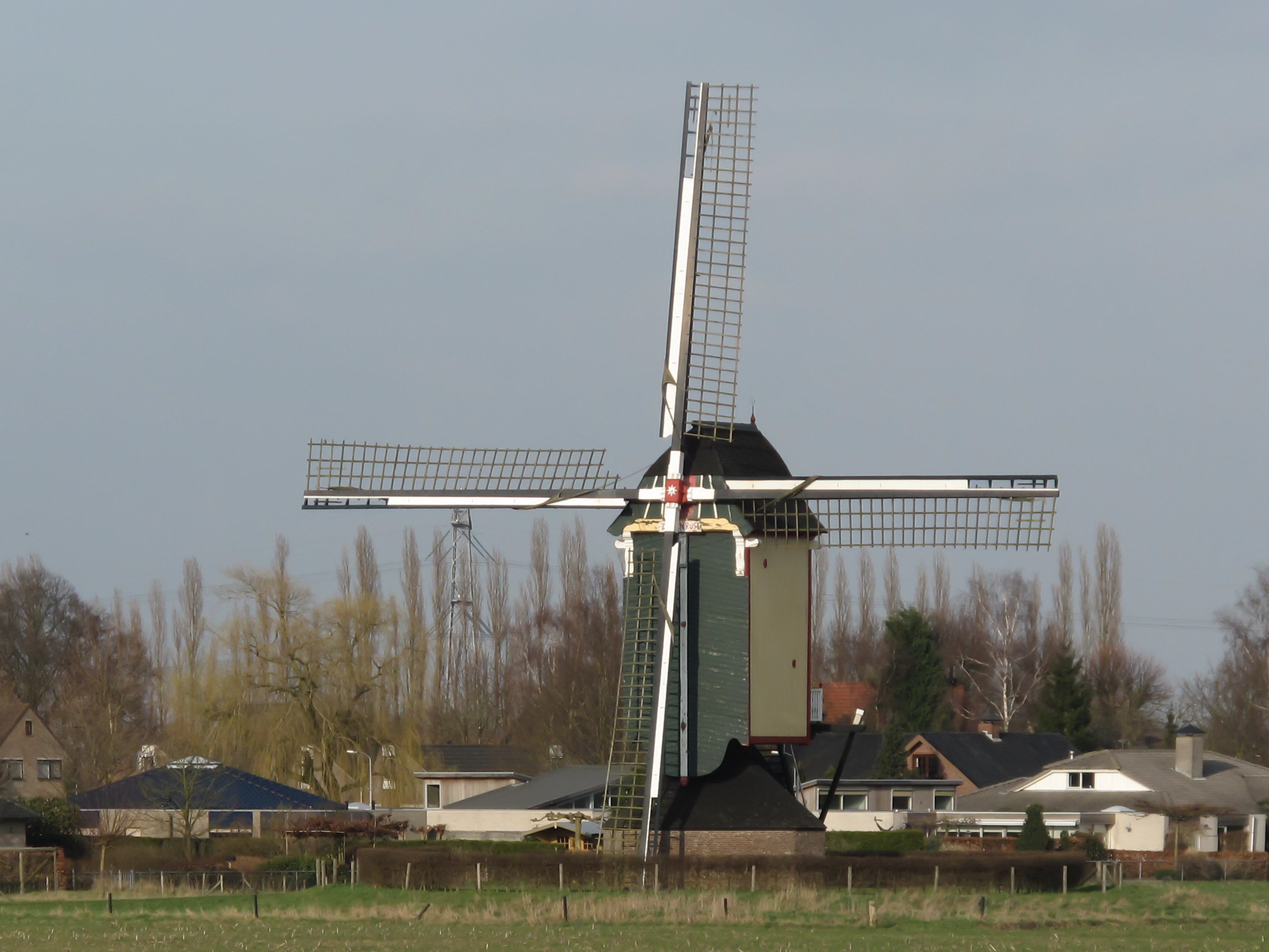